# Crematogaster crinosa
Crematogaster crinosa es una especie de hormiga acróbata del género Crematogaster, familia Formicidae. Fue descrita científicamente por Mayr en 1862.
Habita en Argentina, Barbados, Belice, Bolivia, Brasil, Chile, Colombia, Costa Rica, Ecuador, El Salvador, Guayana Francesa, islas Galápagos, Granada, Guatemala, Guayana, Honduras, Jamaica, Martinica, México, Nicaragua, Panamá, Paraguay, Perú, San Cristóbal y Nieves, San Vicente y las Granadinas, Surinam, Trinidad y Tobago, Estados Unidos, Uruguay y Venezuela. Se ha encontrado a elevaciones que van desde los 5 hasta los 1800 metros de altura.
Las colonias de Crematogaster crinosa habitan en sitios muy aislados, prefieren las áreas secas y en menor medida los bosques húmedos. Frecuenta los doseles y se sabe que pueden formar grandes poblaciones en bosques donde abunden los manglares. Forman nidos en casi todo tipo de cavidades, también pueden hacerlo en ramas vivas o muertas y también debajo de la corteza. Además habita en matorrales costeros, selvas tropicales, bosques secundarios cerca de arroyos secos, incluso en dunas. Asimismo, se encuentran en varios microhábitats como vegetación baja, forrajes, en ramas muertas que se encuentran sobre el suelo, en tallos y en piedras y rocas.

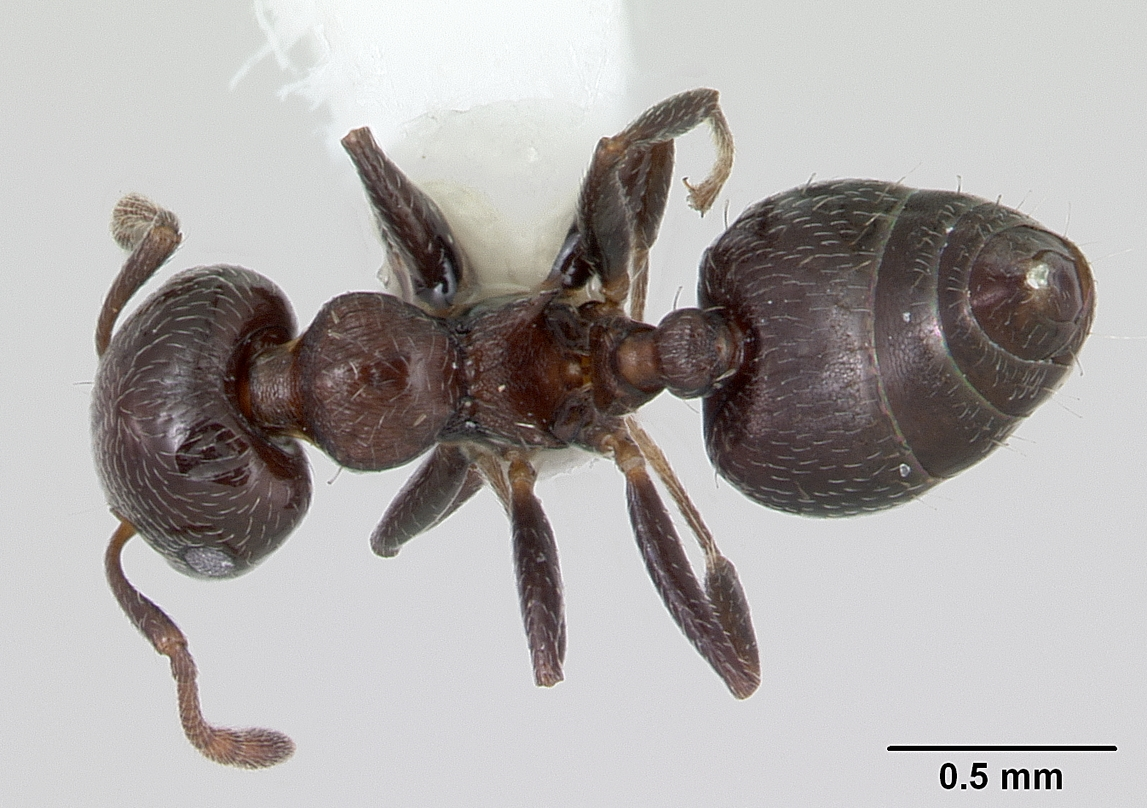
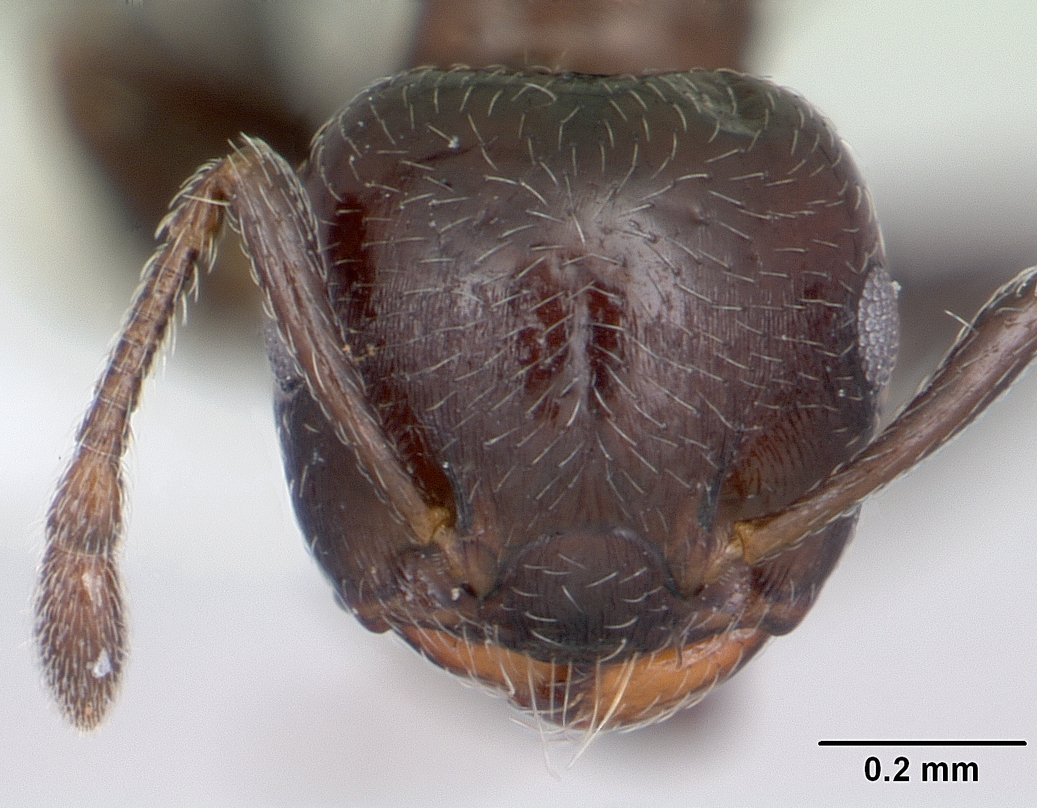
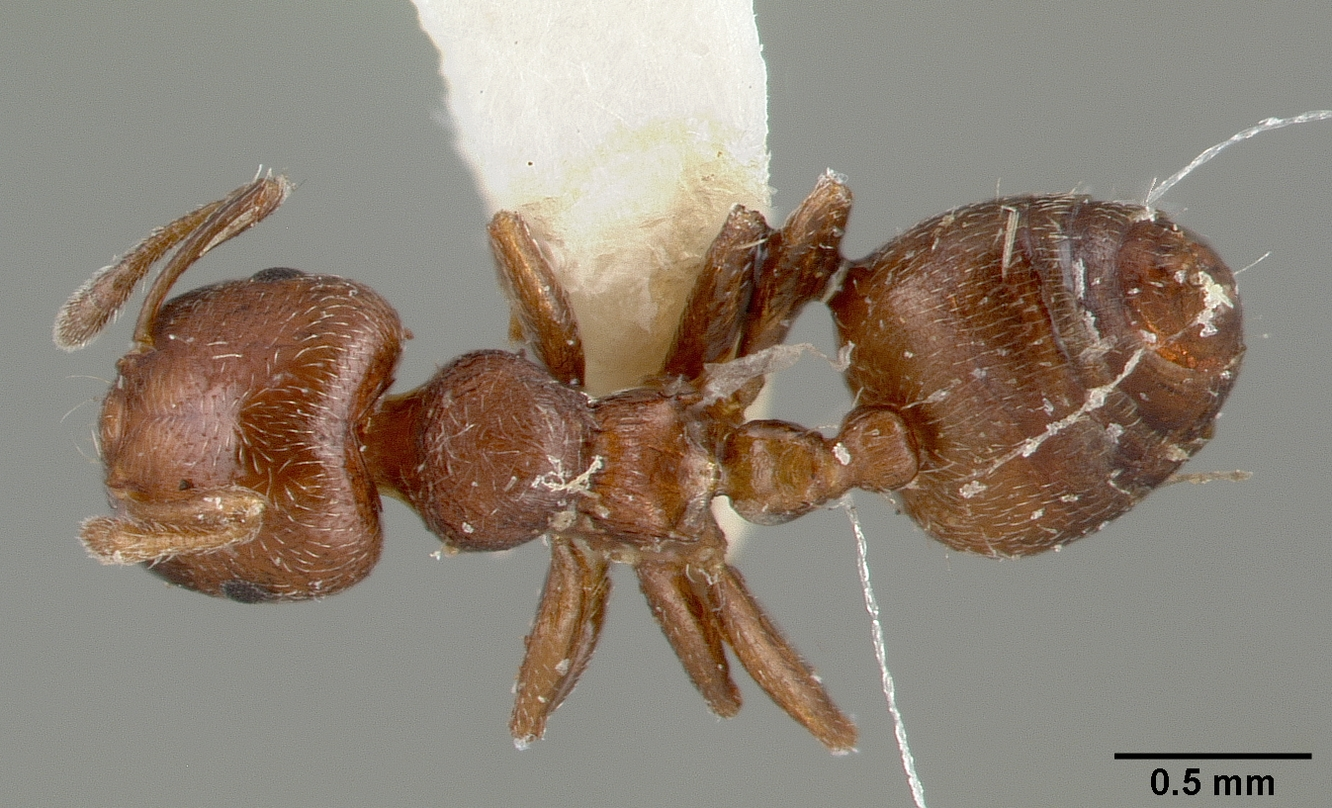
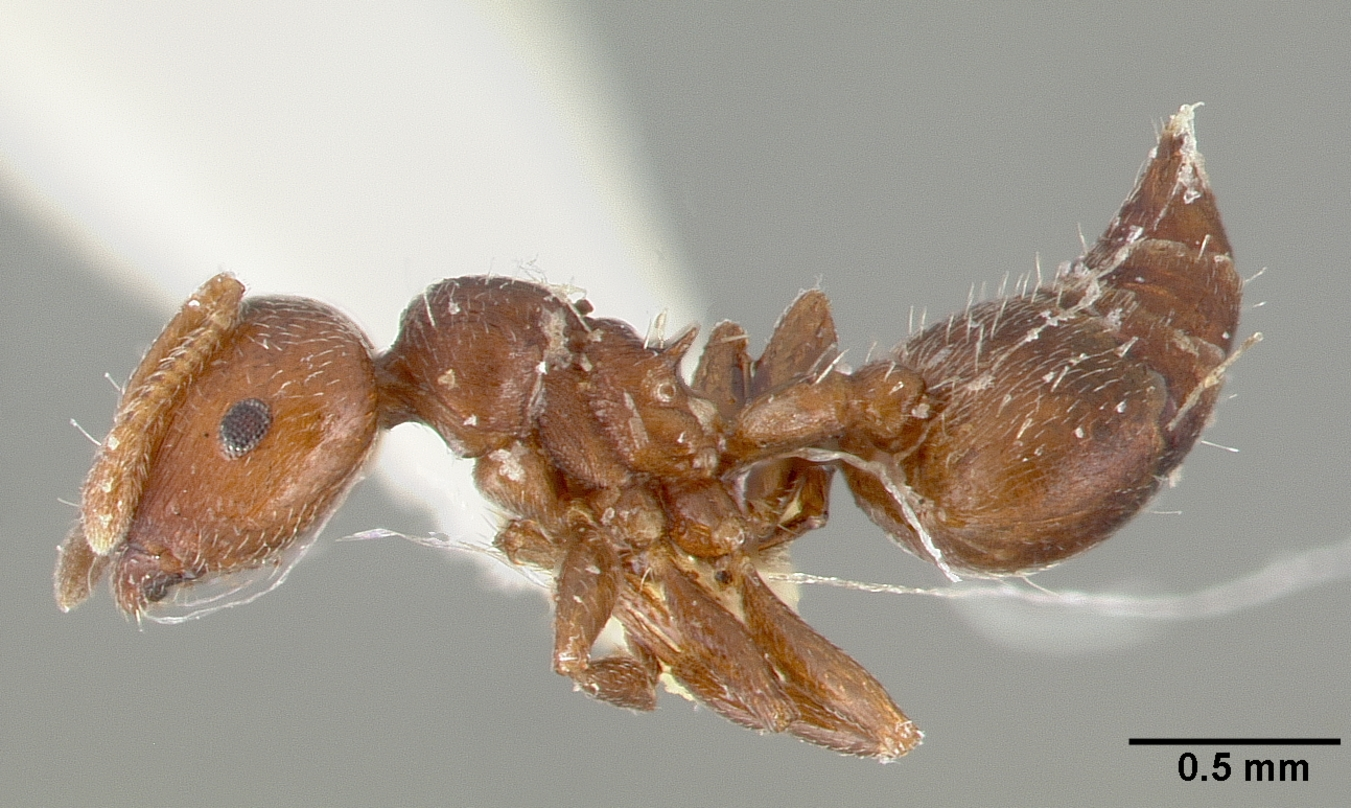